# Ernst L. Freud

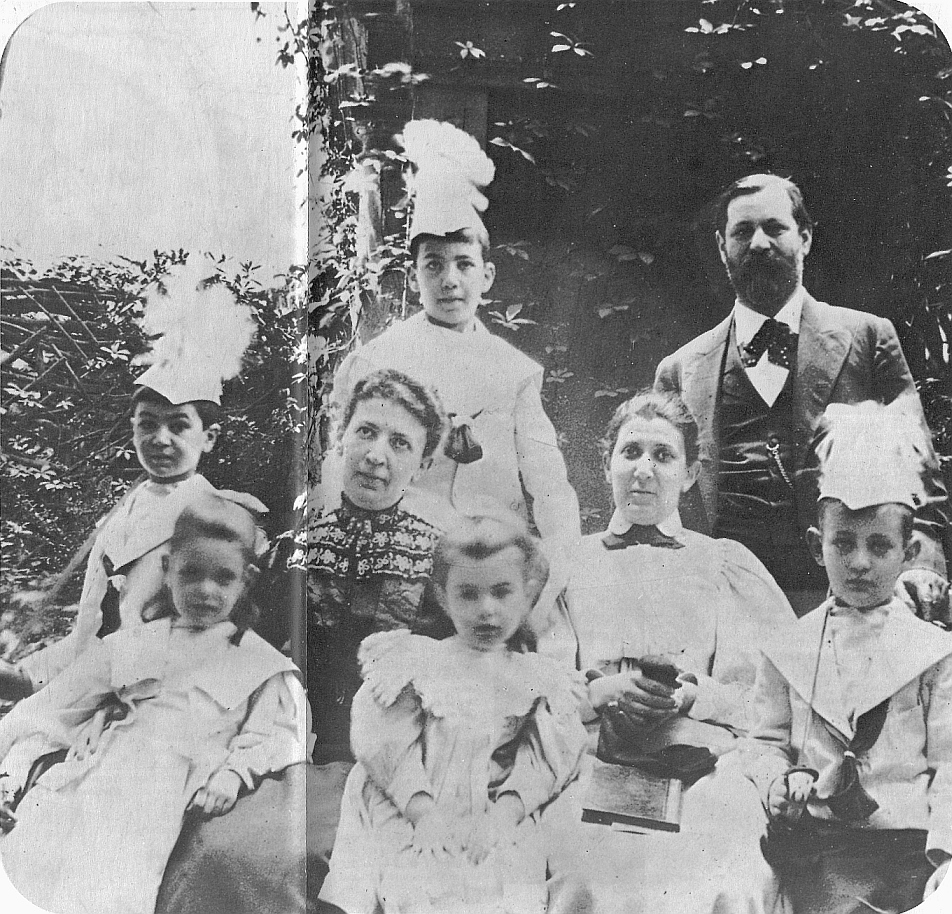
Ernst L. Freud im Alter von sechs Jahren (vorne rechts)

Ernst Lucie Freud (* 6. April 1892 in Wien; † 7. April 1970 in London) war ein österreichisch-britischer Architekt.

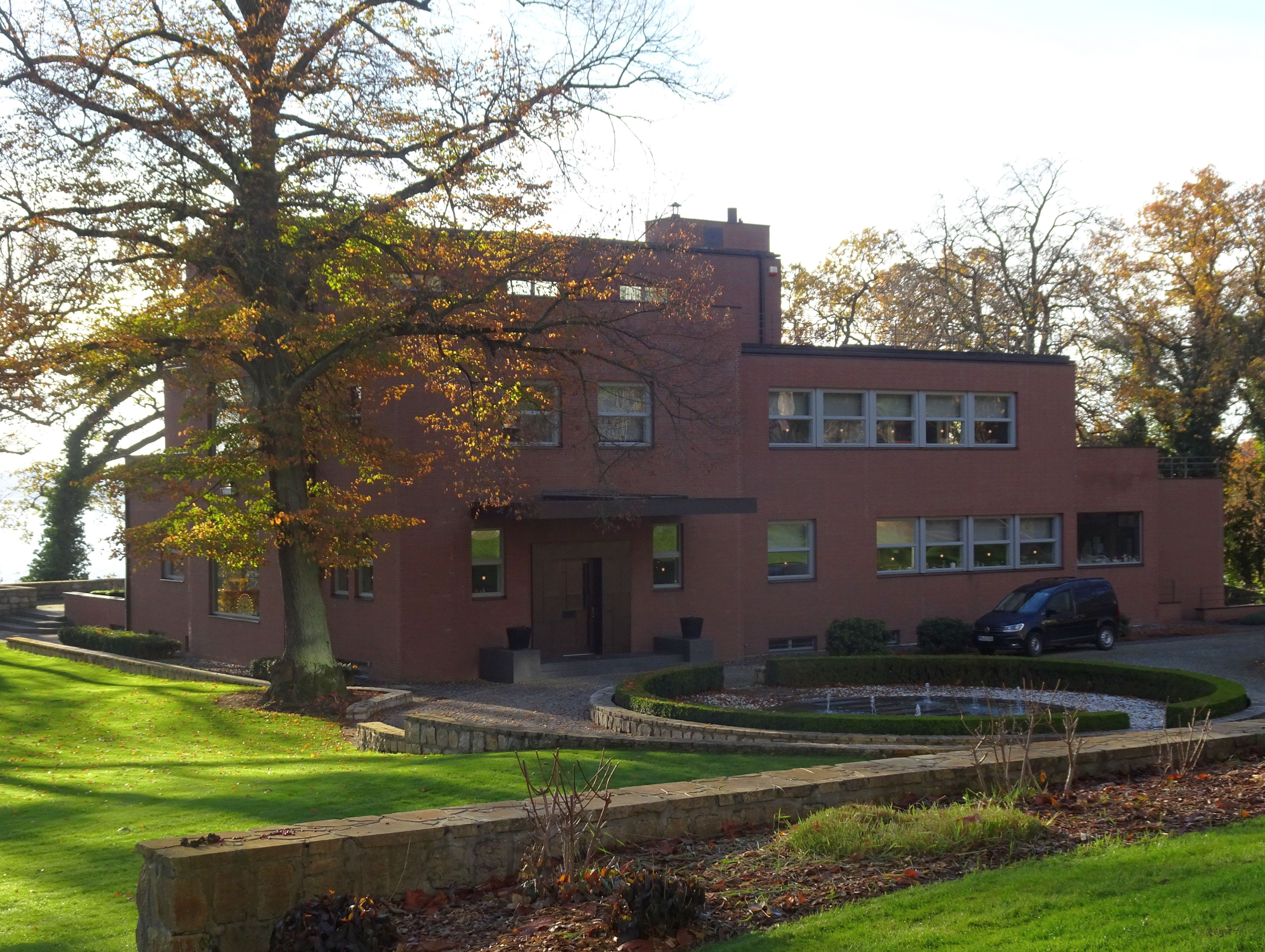
Villa Frank, Geltow

## Leben
Ernst Freud war das vierte Kind des Arztes und Begründers der Psychoanalyse Sigmund Freud und seiner Frau Martha, geb. Bernays. Von 1911 bis 1913 studierte er Architektur an der Technischen Hochschule Wien. 1912/1913 war er Privatschüler von Adolf Loos. 1912 unternahm er mit Richard Neutra eine Studienreise nach Italien und auf die Balkanhalbinsel. 1913 bis 1919 studierte er an der Technischen Hochschule München, unterbrochen vom Dienst als Soldat im Ersten Weltkrieg.
1920 ließ er sich in Berlin nieder und baute dort zunächst vorwiegend für Ärzte Wohnbauten im expressionistischen Stil. Sein Hauptwerk der klassischen Moderne, die Villa Frank, zeigte den deutlichen Einfluss von Ludwig Mies van der Rohe.
1933 emigrierte Freud nach Großbritannien; dort entwarf er Wohnbauten im Internationalen Stil. Außerdem gab er die Korrespondenz seines Vaters heraus, der mit dem Rest der Familie einschließlich Ernsts Schwester Anna Freud 1938 ebenfalls nach England emigrierte.
Mit seiner Ehefrau Lucie Freud geb. Brasch hatte Ernst Freud drei Söhne, darunter den Maler Lucian Freud und den Schriftsteller und Politiker Clement Freud.
Lucie und E.L. Freud sind in der Freud Corner im Golders Green Crematorium, London begraben.

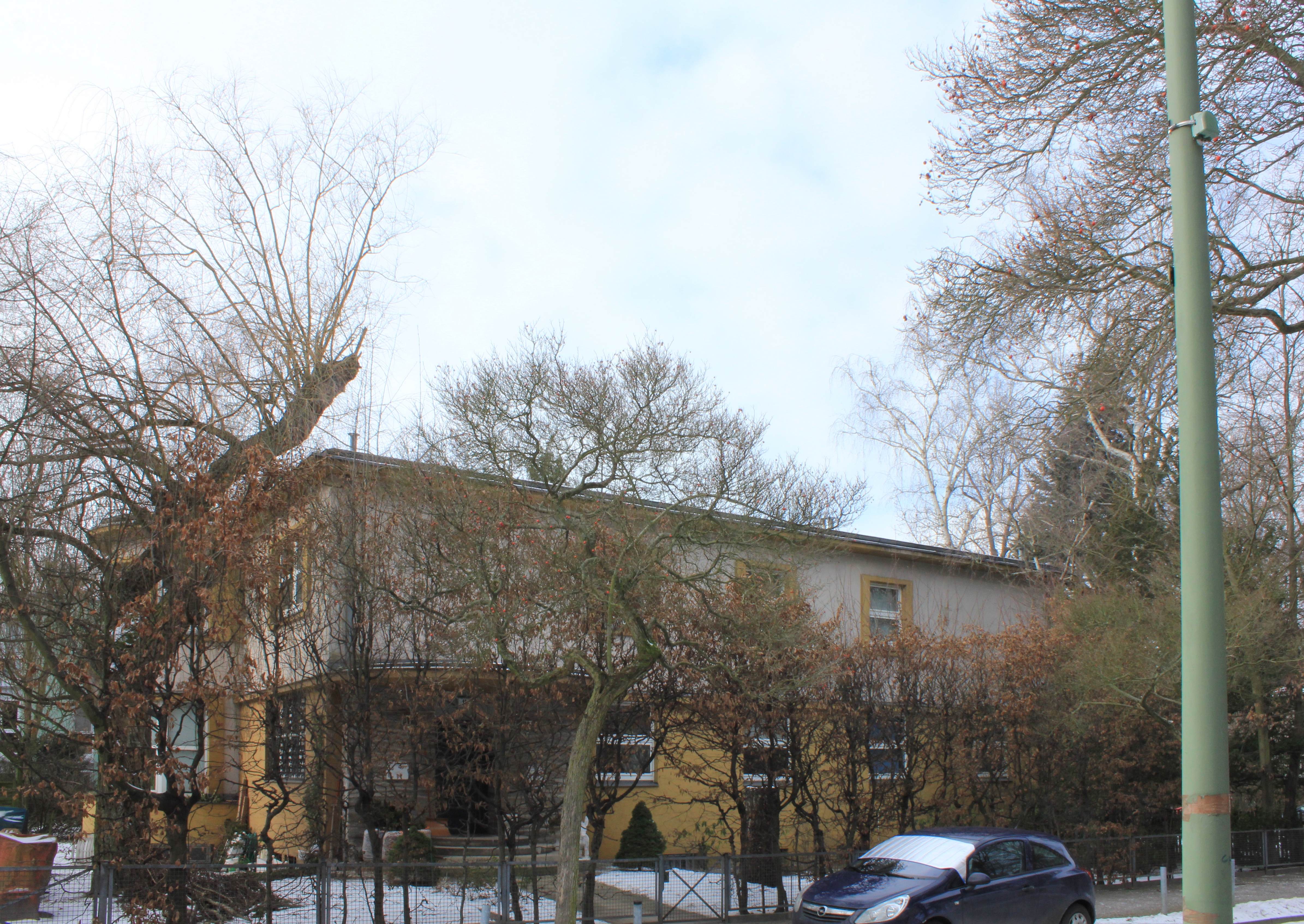
Haus Scherk, Berlin-Lankwitz

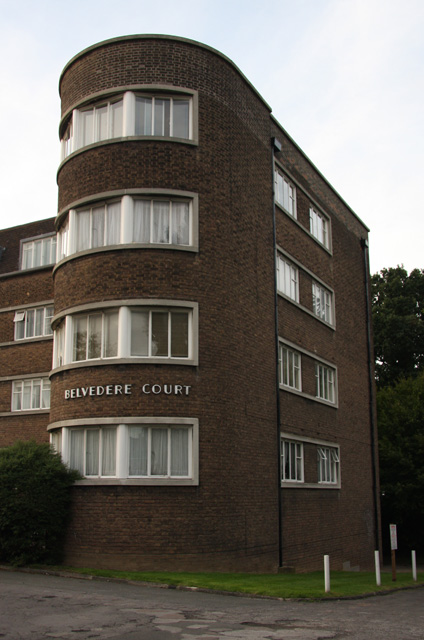
Belvedere Court, London (1939)

## Bauten
- 1921–1922: Wohnhaus für Dr. Schimek, Halmstraße 10a/11 in Berlin-Westend (1973 abgerissen)
- 1921–1922: Doppelwohnhaus Levy / Hofer, Im Dol 44/44a in Berlin-Dahlem (zerstört)
- 1921–1922: Wohnhaus für Dr. Maretzki, Reichensteiner Weg in Berlin-Dahlem
- 1925–1926: Wohnhaus für Dr. med. Adriana Lampl, Waldmeisterstraße 2 in Berlin-Grunewald (1954–1956 verändert, Innenausstattung nicht erhalten)[3]
- 1927: Umbau eines Hauses für Hermine Schade van Westrum, Virchowstraße 19 in Potsdam[4]
- 1927–1929: Tabakspeicher der Zigarettenfabrik „Problem“, Greifswalder Straße 212/213 in Berlin-Prenzlauer Berg (stark verändert)[5]
- 1928: Umbau eines Wohnhauses für Eugen Buchthal, Halmstraße 13/14 in Berlin-Westend
- 1928–1930: Landhaus für den Bankier Dr. Theodor Frank, Auf dem Franzensberg 1–3 in Geltow-Baumgartenbrück[6]
- 1930–1931: Haus Scherk in Berlin-Lankwitz, Mozartstraße 10 (zusammen mit Alexander Kurz)[7]
- 1937: Wohnanlage in London, Frognal Close 1-6[8]
- um 1938/1939: Umbau des Hauses 20 Maresfield Gardens, London-Hampstead für Freuds Eltern (heute Museum für Sigmund Freud)
- um 1940: Wartime Meals Centre, Good Housekeeping Inst. 30 Grosvenor Gardens, London
- um 1939: Wohnungen Belvedere Court, Lyttleton Road, London-Hampstead
- 1955: Wohnungen 43 Elsworthy Road, London
- um 1955: Synagoge Stepney Green, London